# Mroczny elf

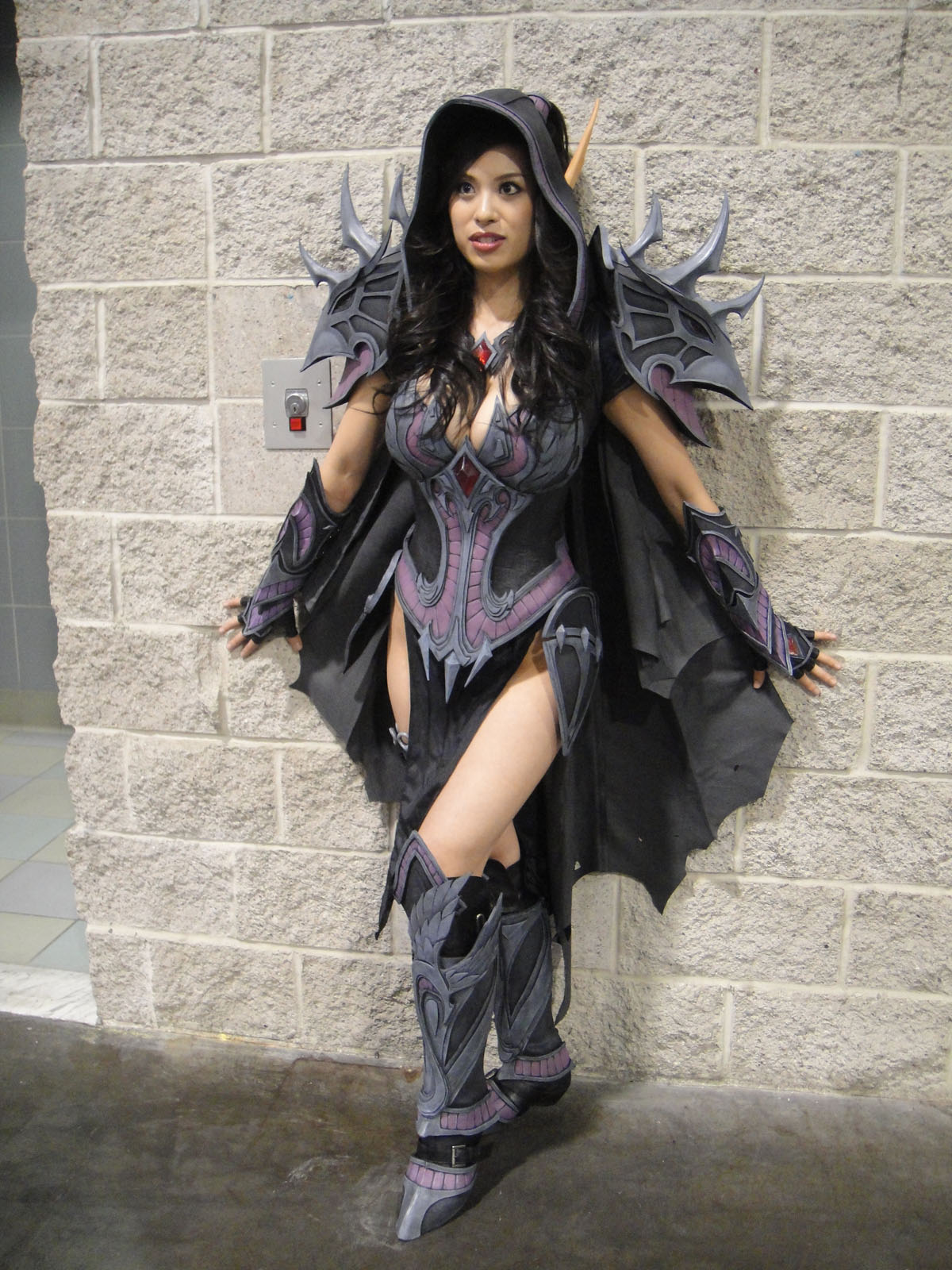
Cosplay: mroczna elfka

Mroczne elfy to fikcyjne, występujące w wielu grach i utworach fantasy istoty pochodzące od elfów. W światach gier Dungeons & Dragons i związanych z nimi utworach mroczne elfy nazywane są drowami.

## Charakterystyka
Zazwyczaj znajdują się w stanie konfliktu z innymi odmianami elfów. Zwykle zamieszkują bagna, ciemne lasy lub jaskinie, a także podziemia. Cechują się często mrocznym i raczej złym charakterem. Perfekcyjnie opanowali sztukę czarnej magii. Potrafią też dobrze władać mieczami oraz łukami. Przedstawia się je różnie: jako istoty o ciemnej (czarnej, fioletowej) skórze lub zupełnie białej i włosach białych, fioletowych lub czarnych, oczach zaś czerwonych, czarnych albo fiołkowych. Mroczne elfy są też  nazywane Umbragenami. 

## Mitologia
Czarne (ciemne) elfy (Svartalfy) pojawiają się także w mitach i folklorze germańskim i celtyckim, są to jednak istoty bardziej podobne do krasnoludów czy trolli.

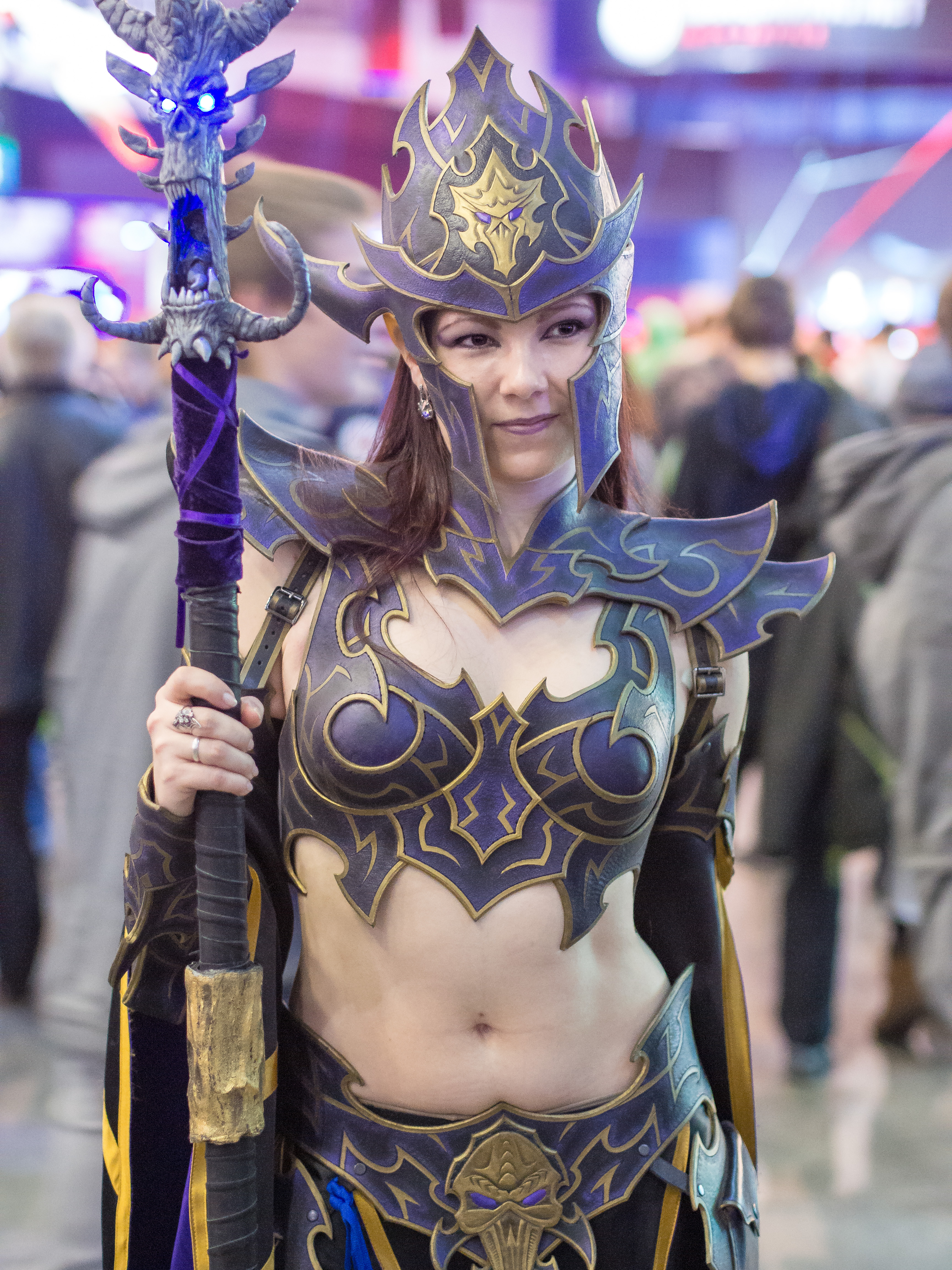
Strój elfa z uniwersum Warhammera